# Certain Affinity
Certain Affinity – amerykańskie studio produkujące gry komputerowe z siedzibą w Austin, Teksas w USA. Zostało założone w 2006 roku przez Maxa Hoberman i kilku byłych pracowników studia Bungie.

## Historia
Firma niedawno zakończyła współpracę z Valve, konwertując na platformę Xbox 360 grę Left 4 Dead.